# Campeonato Haitiano de Futebol da Segunda Divisão
O Campeonato Haitiano de Futebol da Segunda Divisão ou simplesmente Haiti Division 2 Ligue é uma liga haitiana de futebol profissional entre clubes do Haiti. É a segunda competição futebolística do país, o equivalente a segunda divisão do nacional. É por meio dela que se promove para a primeira divisão dois clubes que disputam o titulo em dois jogos de Mata-mata. Seu atual campeão é o clube de Les Cayes, FC Juventus des Cayes

## Campeões
| Temporada | Campeão                               | Vice-campeão          |
| --------- | ------------------------------------- | --------------------- |
| 1999      | Zénith FC e Topez FC                  |                       |
| 2000      | Dynamite AC e Amateur CS              |                       |
| 2001      | Excelsior AC                          | Triomphe Liancourt FC |
| 2002      | AS Carrefour                          | Victory SC            |
| 2003      | AS Mirebalais e AS Grand-Goâve        |                       |
| 2004/05   | Dynamite AC                           | US Frères             |
| 2005/06   | AS Rivartibonitienne e AS Grand-Goâve |                       |
| 2007      | Valencia FC                           | JS Capoise            |
| 2008/09   | Racing Club Haïtien                   | AS Saint-Louis        |
| 2009      | America des Cayes                     | Éclair AC             |
| 2010/11   | Triomphe Liancourt FC                 | Valencia FC           |
| 2011      | Don Bosco FC                          | Violette AC           |
| 2012      | Racing Club Haïtien                   | Petit-Goâve FC        |
| 2013      | Racine GM                             | AS Capoise            |
| 2014      | PNH FC                                | Ouanaminthe FC        |
| 2015      | Real Hope FA                          | FC Juventus des Cayes |
| 2016      | AS Sud-Est                            | Éclair AC             |
| 2017/18   | Valencia FC                           | Arcahaie FC           |
| 2018      | Violette AC                           | Triomphe Liancourt FC |
| 2019      | FC Juventus des Cayes                 | US Rivertibonitienne  |